# طرج
طرج (جیرفت)، روستایی از توابع بخش اسماعیلی شهرستان جیرفت در استان کرمان ایران است.

## جمعیت
این روستا در دهستان گنج‌آباد قرار دارد و براساس سرشماری مرکز آمار ایران در سال ۱۳۸۵، جمعیت آن ۱٬۲۶۶ نفر (۲۷۴خانوار) بوده‌است.